# SV Basel
La SV Basel è una squadra di pallanuoto con sede a Basilea in Svizzera.

## Rosa 2012-13
| N° |                     | Ruolo | Giocatore       |
| -- | ------------------- | ----- | --------------- |
|    | Svizzera (bandiera) | P     | Luca Zoric      |
|    | Svizzera (bandiera) | D     | Ivan Djurdievic |
|    | Svizzera (bandiera) | D     | Maxime Leemann  |
|    | Svizzera (bandiera) | A     | Ricardo Lucato  |
|    | Svizzera (bandiera) | A     | Luka Damjanov   |
|    | Svizzera (bandiera) | A     | Ivan Kovacevic  |

| N° |                     | Ruolo | Giocatore         |
| -- | ------------------- | ----- | ----------------- |
|    | Svizzera (bandiera) | A     | Abdias Birrer     |
|    | Svizzera (bandiera) | A     | Felipe Pringer    |
|    | Svizzera (bandiera) | A     | Michael Grathwohl |
|    | Ungheria (bandiera) | A     | Karoly Szavai     |
|    | Croazia (bandiera)  | A     | Marko Bratic      |
|    | Svizzera (bandiera) | CB    | Adriano Lucato    |